# Acontia lanceolata
Acontia lanceolata là một loài bướm đêm trong họ Noctuidae.